# Gustaw Adolf (książę Meklemburgii)
Gustaw Adolf (ur. 26 lutego 1633 w Güstrow, zm. 2 listopada 1695 tamże) – książę Meklemburgii-Güstrow od 1633 r.
Był czwartym, najmłodszym spośród synów księcia Meklemburgii-Güstrow Jana Albrechta II. Matką Gustawa Adolfa była trzecia żona Jana Albrechta, Eleonora Maria, córka księcia Anhaltu-Bernburg Chrystiana I. Ojciec zmarł w 1636 r. i Gustaw Adolf, choć zaledwie trzyletni, jako jedyny z synów Jana Albrechta, który jeszcze żył, został księciem Meklemburgii-Güstrow.
Żoną Gustawa Adolfa była Magdalena Sybilla (1631–1719), córka Fryderyka III, księcia szlezwicko-holsztyńskiego na Gottorp. Para miała jedenaścioro dzieci:
- Jan Albrecht (1655–1660),
- Eleonora (1657–1672),
- Maria (1659–1701), żona księcia Meklemburgii-Strelitz Adolfa Fryderyka II,
- Magdalena (1660–1702),
- Zofia (1662–1738), żona księcia oleśnickiego Krystiana Ulryka,
- Krystyna (1663–1749), żona hrabiego Stolberg-Gedern Ludwika Chrystiana,
- Karol (1664–1688),
- Jadwiga (1666–1735), żona księcia Saksonii-Merseburga-Zörbig Augusta,
- Ludwika (1667–1721), żona króla Danii Fryderyka IV,
- Elżbieta (1668–1738), żona księcia Saksonii-Merseburga-Sprembergu Henryka,
- Augusta (1674–1756).

Ponieważ wszyscy synowie Gustawa Adolfa zmarli przed jego śmiercią, księstwo Meklemburgii-Güstrow po jego zgonie przypadło kuzynowi, księciu Meklemburgii-Schwerin Fryderykowi Wilhelmowi.